# Catedral de Hamburgo

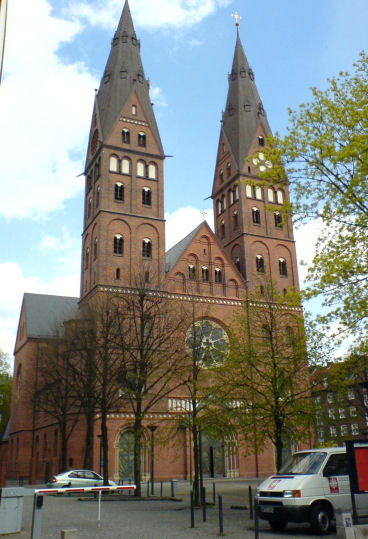
Domkirche St. Marien na praça Am Mariendom, frente oeste

A Catedral de Hamburgo, também chamada Nova Catedral de Santa Maria (em alemão:  Neuer Mariendom), é uma catedral católica romana localizada na cidade de Sankt Georg, em Hamburgo, Alemanha. É a catedral sede da Arquidiocese de Hamburgo desde 1995. O templo fica na praça Am Mariendom e foi construída entre 1890 e 1893 para os projetos de Güldenpfennig Arnold. A igreja foi construída em estilo românico, por instigação do bispo Bernhard Höting de Osnabruque, então, simultaneamente oficiar como Vigário Apostólico do Vicariato Apostólico das Missões nórdicas da Alemanha, então competente para os católicos de Hamburgo. Foi o primeira nova igreja católica romana construída em Hamburgo desde a Reforma.